# IC 3585
IC 3585 је лентикуларна галаксија у сазвјежђу Береникина коса која се налази на листи објеката дубоког неба у Индекс каталогу.
Деклинација објекта је + 26° 49' 50" а ректасцензија 12h 36m 39,8s. Привидна величина (магнитуда) објекта IC 3585 износи 13,8 а фотографска магнитуда 14,8. IC 3585 је још познат и под ознакама UGC 7783, MCG 5-30-35, CGCG 159-28, NPM1G +27.0370, PGC 42067.